# جيري لين (لاعب كرة قاعدة)
جيري لين (بالإنجليزية: Jerry Lynn)‏ هو لاعب كرة قاعدة أمريكي، ولد في 14 أبريل 1916 في سكرانتون في الولايات المتحدة، وتوفي بنفس المكان في 25 سبتمبر 1972.